# Mariner R
Mariner R fue un plan estadounidense propuesto por el JPL el 28 de agosto de 1961 para vencer a la Unión Soviética en la carrera por lanzar la primera sonda espacial hacia otro planeta. Se trataría de una sonda basada en las sondas Ranger (la R de Mariner R es de Ranger). Habría sido lanzada hacia Venus en lugar de a la Luna en 1962 mediante un cohete Atlas-Agena. Habría portado 11 kg de instrumentos. Finalmente se decidió no seguir adelante con esta nave y esperar un poco, con el resultado de que las sondas soviéticas fallaron repetidamente en su objetivo de alcanzar otro planeta, hasta que la Mariner 2 estadounidense se convirtió en la primera nave funcional en alcanzar Venus en diciembre de 1962.